# Force Majeure (Doro)
Force Majeure è il primo album solista della cantante heavy metal tedesca Doro Pesch, uscito nel febbraio 1989. Dopo essere rimasta l'unico membro originale dei Warlock, per problemi legali Pesch non poté usare il nome della band e decise pertanto di utilizzare il suo nome per qualunque futura pubblicazione.

## Tracce
1. A Whiter Shade of Pale – 3:49 (Gary Brooker/Keith Reid)
2. Save My Soul – 3:47 (Joey Balin/Doro Pesch)
3. World Gone Wild – 3:54 (Balin/Pesch)
4. Mission of Mercy – 3:57 (Balin/Pesch)
5. Angels with Dirty Faces – 3:59 (Balin/Pesch)
6. Beyond the Trees – 2:28 (Balin/Pesch)
7. Hard Times – 3:32 (Balin/Pesch)
8. Hellraiser – 4:57 (Balin/Tommy Henriksen/Pesch)
9. I Am What I Am – 2:35 (Balin/Henriksen/Pesch)
10. Cry Wolf – 4:47 (Balin/Henriksen/Pesch)
11. Under the Gun – 3:39 (Balin/Jon Levin/Henriksen/Pesch)
12. River of Tears – 3:55 (Balin/Henriksen/Pesch)
13. Bis Aufs Blut – 0:36 (Pesch)

## Formazione
- Doro Pesch - voce
- Jon Levin - chitarre
- Tommy Henriksen - basso, cori
- Bobby Rondinelli - batteria

### Altri musicisti
- Claude Schnell - tastiere